# Carme Solé i Vendrell
Carme Solé i Vendrell (Barcelona, 1 d'agost de 1944) és una dibuixant i il·lustradora catalana.

## Biografia
Va estudiar a l'Escola Massana. Va editar el seu primer llibre el 1968, i des d'aleshores ha il·lustrat més de 700 títols entre àlbums i llibres de text. El 1981 va publicar The boy with the Umbrella (El nen del paraigua), el seu primer llibre com a autora del text i de les il·lustracions. Posteriorment, ha publicat altres títols, entre els quals destaca Jon's Moon (La lluna d'en Joan), títol que la va situar entre els il·lustradors de referència a escala internacional. Entre els seus llibres infantils destaquen La lluna d'en Joan, L'aniversari, Raspall i Jo les volia.
El 1981 va col·laborar en la sèrie de dibuixos animats Víctor & Maria per a la productora King Rollo Films, basada en el protagonista del conte Bear in the air (Un os nuvolós).
És sòcia fundadora de l'Associació professional d'Il·lustradors de Catalunya. Col·labora regularment amb diferents revistes per a infants, com Pomme d'Api, Cavall Fort, Tretzevents i Cricket and Ladybug. També fa treballs de cartellisme, animació, escenografia, dramatúrgia i direcció de teatre.
Ha impartit cursos d'il·lustració a Barcelona, Mèxic DF, Venècia, Rio de Janeiro, Taiwan i Nova York. Ha pronunciat conferències i ha participat en trobades professionals arreu del món. Ha format part de diversos jurats internacionals.
Des del 1992 compagina la seva activitat amb la pintura. En destaquen els retrats d'infants Nens del mar i Nens de la guerra, aquest segon exposat a la Maternitat d'Elna. El 2004, l'Ajuntament de Barcelona li va encarregar un mural per la pau, Ibtihal, per al Fòrum de les Cultures 2004.
Entre el 2012 i el 2015 es va dipositar el seu fons a la Biblioteca de Catalunya, format per uns 400 dibuixos. El 2018 el Palau Robert li va dedicar una exposició commemorativa.
L'any 2024 fou nomenada pregonera de les Festes de la Mercè a Barcelona, en reconeixement de la seva obra d'il·lustracions infantils, però també per ser una gran defensora dels drets de la infància.

## Obra
Ha il·lustrat més de 700 títols entre àlbums i llibres de text. Els seus llibres han tractat temàtiques molt diverses, i s'adrecen a diferents grups d'edat, explorant sempre noves tècniques i estils. Ha publicat en diversos països, com ara el Regne Unit, França, Itàlia, Alemanya, els EUA, el Canadà, Noruega, Països Baixos, Dinamarca, el Brasil, Taiwan, el Japó i Corea.
- Raspall (1981)
- La lluna d'en Joan (1982)
- Jo les volia (1984)
- En Joan és molt petit (1990)
- Els nens del mar (1991)
- Magenta la petita fada (2003)

## Exposicions destacades
Entre les seves exposicions, destaquen:
- 1997- Antològica a Taiwan
- 2001- Antològica a Barcelona[2]
- 2018- Antològica al Palau Robert de Barcelona.

## Premis i reconeixements
Ha obtingut, entre d'altres, els premis Janusz Korczak de Polònia el 1979, l'Apel·les Mestres el 1983 i el Catalònia el 1984. Ha il·lustrat textos propis i d'escriptors catalans contemporanis com Pere Calders, Miquel Martí i Pol i Salvador Espriu. El 2006 va rebre la Creu de Sant Jordi i el 2012 el Premi Nacional de Còmic.
- 1993: Premi Crítica Serra d'Or de Literatura Infantil i Juvenil per les il·lustracions de Brrrrrgg! de Jaume Escala
- 2006: Creu de Sant Jordi
- 2012: Premi Nacional de Cultura en la catergoria de còmic.[6]